# Olympische Jugend-Sommerspiele 2014/Teilnehmer (Cookinseln)
| Gelbes Symbol für Goldmedaillen mit stilisierten Olympischen Ringen | Graues Symbol für Silbermedaillen mit stilisierten Olympischen Ringen | Braundes Symbol für Bronzemedaillen mit stilisierten Olympischen Ringen |
| ------------------------------------------------------------------- | --------------------------------------------------------------------- | ----------------------------------------------------------------------- |
| —                                                                   | —                                                                     | —                                                                       |

Die Jugend-Olympiamannschaft der Cookinseln für die II. Olympischen Jugend-Sommerspiele vom 16. bis 28. August 2014 in Nanjing (Volksrepublik China) bestand aus vier Athleten. Sie konnten keine Medaille gewinnen.

## Athleten nach Sportarten

### Golf
| Mädchen - Memory Akama Einzel: 29. Platz Mixed: 30. Platz | Jungen - Rayman Kiria Einzel: 31. Platz Mixed: 30. Platz |

### Schwimmen
Jungen
- Temaruata Strickland
50 m Freistil: 44. Platz (Vorrunde)

### Segeln
Jungen
- Joshua Ioane
Byte CII: 29. Platz